# Kroton (növénynemzetség)
A kroton (Croton) a kutyatejfélék (Euphorbiaceae) családjának egyik növénynemzetsége, melybe közel 1300 növényfaj tartozik.

## Jellemzésük
A krotonfajok a trópusi és szubtrópusi területeken őshonosak, s egyévesek, évelők, cserjék és fák egyaránt tartoznak közéjük. Gyakran pikkely- vagy csillagszőrök borítják őket, száruk többnyire sűrűn elágazik. Egyszerű leveleik sötétzöld színűek, tojásdad, rombusz vagy szív alakúak, esetenként a levélcsúcs felé elkeskenyedők, keskenyek, illetve lehetnek fogazott vagy hullámos szélűek is. Apró virágaik nem feltűnő színűek, fürtvirágzatban állnak; a porzós virágokban akár száznál is több porzószál fejlődhet, s az is jellegzetes, hogy a termős virágokban a bibeszálak sokszor egyszeresen vagy többszörösen villásan elágazók. Tokterméseikben babra emlékeztető magvak fejlődnek.

## Termesztésük
A krotonfajok szabadföldi termesztése meleg éghajlaton könnyű, hűvösebb éghajlaton nehezebb, ráadásul sok faj nem fagytűrő. Általában a napos vagy gyengén árnyékos helyeket és az üde, laza, humuszban gazdag talajokat kedvelik, s a szárazságot is bírják, ha meggyökeresedtek. Magvetéssel és félfás dugványról is szaporíthatók: magjaikat a vetés előtt áztatni vagy reszelni szükséges, hogy a csírázás megindulhasson, a dugványozást pedig azután érdemes végrehajtani, miután a dugvány vágott felülete megszikkadt.

## Fajok
A hashajtó kroton (Croton tiglium) magjából vonják ki a hashajtó hatású krotonolajat. Korábban Croton variegatum néven ebbe a növénynemzetségbe tartozott a tarka csodacserje (Codiaeum variegatum), amelyet annak ellenére, hogy már nem krotonfaj, mindmáig krotonként vagy tarka krotonként is hívnak, s Magyarországon is népszerű szobanövény.